# Sknocony kryminał
Sknocony kryminał – niedokończona powieść kryminalna Stanisława Lema, napisana pod koniec lat 50. XX wieku, a wydana po raz pierwszy drukiem 28 stycznia 2009 w 16. tomie dzieł wybranych pisarza z kolekcji „Gazety Wyborczej” (razem ze sztuką Korzenie. Drrama wieloaktowe oraz Dyktandami). 
Jerzy Jarzębski pisze w posłowiu do pierwszego wydania, iż powieść ma cechy „klasycznego czarnego romansu detektywistycznego w stylu Dashiella Hammetta lub Raymonda Chandlera”.
Akcja Sknoconego kryminału rozgrywa się w Nowym Jorku, a jej głównym bohaterem jest Pat Robert Cavish – prywatny detektyw, któremu niezbyt dobrze się wiedzie. Otrzymuje on od Milforda Chrisa Washera zlecenie zbadania okoliczności śmierci jego bogatego przyjaciela, Cyryla Maystersa, który zmarł w prywatnej klinice, zapisawszy swój majątek w spadku pewnej podejrzanej fundacji. Obaj umawiają się na spotkanie na cmentarzu, jednak przybywszy na miejsce, Cavish znajduje swego zleceniodawcę martwego w jego własnym samochodzie. W rozwiązaniu zagadki śmierci Maystersa i Washera detektywowi pomaga Zuzanna Washer, z zawodu lekarka, córka jednego ze zmarłych. Narracja prowadzona jest wielowątkowo, akcja cechuje się dużym stopniem komplikacji, urwana jednak została w punkcie kulminacyjnym. 
Powieść powstawała w latach 50., mniej więcej w tym samym czasie co pierwsze opowiadania, które weszły później w skład Dzienników gwiazdowych, jednak z bliżej nieznanych powodów autor przerwał nad nią pracę, a swój niedokończony utwór sam określał mianem „sknoconego kryminału”. Maszynopis powieści zachował się jedynie dzięki zbiegowi okoliczności. Lem miał zwyczaj palenia wszystkich własnych tekstów, których jakość go nie zadowalała. Z maszynopisem Sknoconego kryminału postąpił inaczej, gdyż postanowił go wykorzystać jako kamuflaż do ukrycia napisanej przez siebie sztuki poświęconej Stalinowi. Dostanie się dramatu, zatytułowanego Korzenie. Drrama wieloaktowe, w niepowołane ręce, mogło być dla pisarza niebezpieczne z przyczyn politycznych. Lem umieścił maszynopis dramatu w schowku urządzonym w tekturowej teczce, do której dla niepoznaki włożył również niedokończony kryminał. W późniejszych latach zapomniał o sposobie ukrycia sztuki i usiłował ją odnaleźć – bez powodzenia. Obydwa teksty zostały odkryte dopiero po śmierci autora, podczas przeglądania jego archiwum.